# Gyrocarisa steineri
Gyrocarisa steineri är en nattsländeart som beskrevs av Weaver 1997. Gyrocarisa steineri ingår i släktet Gyrocarisa och familjen Petrothrincidae. Inga underarter finns listade i Catalogue of Life.